# Mokrzyca (Stargard)
Mokrzyca is een plaats in het Poolse district  Stargardzki, woiwodschap West-Pommeren. De plaats maakt deel uit van de gemeente Chociwel en telt 53 inwoners.